# Melegnano
Melegnano je italská obec v metropolitní město Milán v oblasti Lombardie.
V roce 2012 zde žilo 17 002 obyvatel.

## Sousední obce
Carpiano, Cerro al Lambro, Colturano, San Giuliano Milanese, Vizzolo Predabissi

## Vývoj počtu obyvatel
Zdroj: 